# サワチ郡 (コロラド州)
サワチ郡（サワチぐん、英: Saguache County、[səˈwætʃ]）は、アメリカ合衆国コロラド州の中央部南西に位置する郡である。2010年国勢調査での人口は6,108人であり、2000年の5,917人から3.2％増加した。面積ではコロラド州の郡で第7位である。郡庁所在地はサワチ（人口485人）であり、同郡で人口最大の町はセンター（人口2,230人）である。郡内に法人化された都市は無く、4つの法人化町があるだけである。郡名はユト語の「青い地球」あるいは「青い大地の水」を意味する言葉から採られた。

## 地理
アメリカ合衆国国勢調査局に拠れば、郡域全面積は3,170.25平方マイル (8,210.9 km2)であり、このうち陸地は3,168.44平方マイル (8,206.2 km2)、水域は1.82平方マイル (4.7 km2)で水域率は0.06％である。

### 隣接する郡
- チャフィー郡 - 北
- フレモント郡 - 北東
- カスター郡 - 東
- ヒューファノ郡 - 南東
- リオグランデ郡 - 南
- アラモサ郡 - 南
- ミネラル郡 - 南西
- ヒンズデール郡 - 南西
- ガニソン郡 - 北西

## 人口動態
以下は2000年の国勢調査による人口統計データである。
| 基礎データ - 人口: 5,917人 - 世帯数: 2,300 世帯 - 家族数: 1,557 家族 - 人口密度: 1人/km2（2人/mi2） - 住居数: 3,087軒 - 住居密度: 0軒/km2（1軒/mi2） 人種別人口構成 - 白人: 71.29% - アフリカン・アメリカン: 0.12% - ネイティブ・アメリカン: 2.06% - アジア人: 0.46% - その他の人種: 23.00% - 混血: 3.08% - ヒスパニック・ラテン系: 45.26% 年齢別人口構成 - 18歳未満: 28.4% - 18-24歳: 7.9% - 25-44歳: 26.0% - 45-64歳: 26.9% - 65歳以上: 10.8% - 年齢の中央値: 37歳 - 性比（女性100人あたり男性の人口） - 総人口: 101.7 - 18歳以上: 99.7 | 世帯と家族（対世帯数） - 18歳未満の子供がいる: 33.4% - 結婚・同居している夫婦: 52.7% - 未婚・離婚・死別女性が世帯主: 11.0% - 非家族世帯: 32.3% - 単身世帯: 26.9% - 65歳以上の老人1人暮らし: 7.7% - 平均構成人数 - 世帯: 2.56人 - 家族: 3.15人 収入と家計 - 収入の中央値 - 世帯: 25,495米ドル - 家族: 29405米ドル - 性別 - 男性: 25,158米ドル - 女性: 18,862米ドル - 人口1人あたり収入: 13,121米ドル - 貧困線以下 - 対人口: 22.6% - 対家族数: 18.7% - 18歳未満: 27.6% - 65歳以上: 12.5% |

## 都市と町
- ボナンザ
- センター（リオグランデ郡にも跨っている）
- クレストーン
- ラガリータ
- モファット
- サワチ - 郡庁所在地
- ビラグローブ
- サージェンツ

| - グレートサンドデューンズ国立公園 - ガニソン国立の森 - リオグランデ国立の森 - グレートサンドデューンズ原生地 - ラガリータ原生地 - サングレ・デ・クリスト原生地 - コロラド・トレイル - 大陸分水界国立景観トレイル - オールド・スパニッシュ・トレイル国立歴史道 | - リバティ道路、徒歩、馬および自転車で通行、クレストーンからゴーストタウンのダンカンとリバティを通り、バカ山脈のリオグランデ国立の森を横切る - メダノ峠原始道路 - モントビル自然道 - モスカ峠トレイル - サンドランプ・トレイル、グレートサンドデューンズ国立公園の中のハイキング道、砂丘の東と北を回る - グレートパークス自転車道 - ウェスタン・エキスプレス自転車道 |

## アメリカ合衆国国家歴史登録財
サワチ郡でアメリカ合衆国国家歴史登録財に登録されている場所のリスト
| No. | 名称                                 | 登録日        | 位置 | 都市または町 |
| --- | ------------------------------------ | ------------- | --- | ------------ |
| 1   | カピラ・デ・サンフアン・バウティスタ | 1980年2月8日  | ラガリータの北西 北緯37度51分1秒 西経106度15分46秒 / 北緯37.85028度 西経106.26278度                              | ラガリータ   |
| 2   | カルネロ・クリーク絵文字             | 1975年6月5日  | - | ラガリータ   |
| 3   | クレストーン学校                     | 1986年1月9日  | コットンウッド通りとカーボネイト・アベニュー 北緯37度59分48秒 西経105度41分57秒 / 北緯37.99667度 西経105.69917度 | クレストーン |
| 4   | モファット最初のバプテスト教会       | 2008年7月24日 | リンカーン・アベニュー401                                                                                        | モファット   |
| 5   | インディアン・グローブ               | 2000年3月24日 | - | モスカ       |
| 6   | サワチ製粉所                         | 1978年9月18日 | サワチ西部 北緯38度4分53秒 西経106度9分38秒 / 北緯38.08139度 西経106.16056度                                     | サワチ       |
| 7   | サワチ学校および刑務所               | 1975年5月2日  | アメリカ国道285号線とサンフアン・アベニュー 北緯38度5分16秒 西経106度8分38秒 / 北緯38.08778度 西経106.14389度    | サワチ       |